# Чжоу Сюань
Чжоу Сюань (кит. трад. 周璇, англ. Zhou Xuan, Chow Hsuan; 1 августа 1918 года — 22 сентября 1957 года) — популярная китайская певица и киноактриса. В 1940-е годы стала одной из «семи великих певиц», возможно, самой известной, так как одновременно снималась в кино. За карьеру записала более 200 песен и снялась более чем в 40 фильмах.

## Ранние годы
Су Пу (имя, данное Чжоу Сюань при рождении) в раннем возрасте была разлучена с родителями и воспитывалась в приёмной семье. Всю свою жизнь она искала родных, однако её происхождение было установлено только после смерти. Согласно поздним исследованиям, её родственник, пристрастившийся к опиуму, в трёхлетнем возрасте увёз Пу в другой город, где продал семье Ван. Она получила имя Ван Сяохун. Затем её удочерила семья Чжоу, которая изменила имя на Чжоу Сяохун.
В возрасте 13 лет она взяла себе творческий псевдоним Чжоу Сюань («сюань» (кит. трад. 璇) означает «прекрасный нефрит»).

## Карьера
В 1932 году Чжоу Сюань начала выступать на сцене в составе труппы Bright Moonlight Song and Dance. В четырнадцать лет она дважды завоевала приз певческого конкурса в Шанхае, и её стали называть «Золотой голос» (кит. трад. 金嗓子) за лёгкость исполнения мелодий с высокими нотами. В 1935 году Чжоу начала сниматься в кино и быстро стала самым известным и востребованным исполнителем эпохи граммофонов, каковым оставалась до самой своей смерти, исполнив множество популярных песен из собственных фильмов.
В 1937 году она стала общепризнанной звездой кино, сыграв главную роль в фильме «Уличный ангел» режиссёра Юаня Мучжи.
Между 1946 и 1950 годами Чжоу Сюань часто посещала Гонконг, чтобы принять участие в съёмках фильмов, таких как «Всепоглощающая любовь» (кит. трад. 長相思), 花外流鶯, 清宮秘史, «Песнь радуги» (кит. трад. 彩虹曲). Представив публике «Шанхайские ночи» (кит. трад. 夜上海) в 1949, Чжоу вернулась в Шанхай. Следующие несколько дней она с перерывами находилась на лечении в психиатрических клиниках, страдая от частых нервных срывов. Многие годы жизнь Чжоу Сюань была сложной: несложившийся брак, внебрачные дети, попытки самоубийства.
Снявшись в 43 фильмах, Чжоу Сюань любимым считала «Уличного ангела». Две песни из этой кинокартины в её исполнении: Four Seasons Song (кит. трад. 四季歌) и The Wandering Songstress — обрели долговременную популярность.

## Смерть
Чжоу Сюань умерла в шанхайской психиатрической лечебнице в возрасте 39 лет. Причиной смерти мог стать энцефалит после очередного нервного срыва.
У Чжоу Сюань осталось два сына: Чжоу Вэнь и Чжоу Вэй — рождённые от разных отцов. Согласно биографии Чжоу Вэня, его младший сводный брат Вэй был сыном Тана Ди (кит. трад. 唐棣), отец самого Вэня остался неизвестным.
Чжоу Вэй в настоящее время живёт в Торонто, иногда выступая в метро и участвуя в различных музыкальных проектах. Он известен как флейтист. У него две дочери, обе занимаются музыкой. Старшая, Чжоу Сяосюань, — классическая пианистка, обучалась в Университете Конкордия, в настоящее время проживает в Пекине.

## Культурное наследие
Песни в исполнении Чжоу Сюань по-прежнему являются обязательной составляющей сборников китайских песен прошлых лет.
О Чжоу Сюань её сыновьями издано две биографии: первую написал Чжоу Вэй совместно с женой Чан Цзин (кит. трад. 常晶) — «Моя мать Чжоу Сюань» (кит. трад. 我的媽媽周璇); вторую, «Дневник Чжоу Сюань», написал Чжоу Вэнь.

### Спор о биографии
Когда Чжоу Вэнь опубликовал свою версию биографии матери, Чжоу Вэй обвинил его в фальсификации дневников и копий документов с целью исказить образ Чжоу Сюань. Также выяснилось, что Чжоу Вэнь с детства ненавидел Чжоу Вэя. Вэнь после рождения был усыновлён другой семьёй и попал под плохое влияние. Вэй в результате стал официальным наследником Чжоу Сюань в обход Вэня.

### Телевидение
В 1989 году на TVB вышел телесериал Song Bird, рассказывающий о Чжоу Сюань и её возлюбленном. Роли сыграли соответствеено Надя Чан и Леон Лай. Песни Чжоу Сюань в сериале были переведены на кантонский диалект и исполнены Чан. На телевидении дуэтом с ней пел Лай, но в записях партнёром Чан стал Дерик Ван.
Экранизацией биографии Чжоу Сюань, написанной Чжоу Вэем, стал сериал на китайском языке «Чжоу Сюань», главную роль в котором исполнила Сесилия Чэун. Чжоу Вэй обвинил создателей сериала в неправильной интерпретации его книги и нанесении ущерба семье.

## Фильмография
Международное название приведено лишь для фильмов, поступивших в продажу; для неиздававшихся фильмов соответствующее поле оставлено пустым.
| Год  | Русское название         | Китайское название | Международное название             | Роли     |
| ---- | ------------------------ | ------------------ | ---------------------------------- | -------- |
| 1935 |                          | 花烛之夜           |                                    | 婢女宝玲 |
| 1935 | 风云儿女                 |                    |                                    |          |
| 1935 |                          | 美人恩             | A Beauty’s Kindness                |          |
| 1935 | 狂欢之夜                 |                    |                                    |          |
| 1936 |                          | 化身姑娘           | A Girl Incarnate                   |          |
| 1936 |                          | 百宝图             | 100 Precious Pictures              |          |
| 1936 | 喜临门                   |                    |                                    |          |
| 1937 |                          | 女财神             | Goddess of Wealth                  |          |
| 1937 |                          | 满园春色           | Spring is Everywhere               |          |
| 1937 |                          | 三星伴月           | Three Stars Beside the Moon        |          |
| 1937 | Ангел с улицы            | 马路天使           | Street Angel                       | Сяо Хун  |
| 1939 |                          | 新地狱             | A New Hell                         |          |
| 1939 |                          | 孟姜女             | Meng Jiangnü                       |          |
| 1939 |                          | 李三娘             | Li Sanniang                        |          |
| 1939 |                          | 七重天             | Seven Important Days               |          |
| 1939 |                          | 董小宛             | Dong Xiaowan                       |          |
| 1940 |                          | 孟丽君             | Meng Lijun                         |          |
| 1940 |                          | 苏三艳史           | The Amorous History of Su San      |          |
| 1940 |                          | 西厢记             | Tale of the West Chamber           |          |
| 1940 |                          | 黑天堂             | Dark Heaven                        |          |
| 1940 |                          | 三笑               | Three Smiles                       | Цю Сян   |
| 1941 |                          | 梦断关山           | Broken Dreams on Mount Guan        |          |
| 1941 |                          | 解语花             | The Communicators                  |          |
| 1941 |                          | 天涯歌女           | Songstress at the End of the Earth |          |
| 1941 |                          | 夜深沉             | Darkest Night                      | Юэ Жун   |
| 1941 |                          | 梅妃               | Concubine Mei                      |          |
| 1941 |                          | 恼人春色           | Annoying Spring Scenery            |          |
| 1943 | Дочь рыбака              | 渔家女             | Daughter of the Fisherman          |          |
| 1944 | Сон в красном тереме     | 红楼梦             | Dream of the Red Chamber           |          |
| 1944 |                          | 鸾凤和鸣           | Happy Marriage                     |          |
| 1945 |                          | 凤凰于飞           | Cry of the Birds                   |          |
| 1946 |                          | 各有千秋           | We Each Have Our Strong Points     |          |
| 1947 |                          | 长相思             | An All-Consuming Love              |          |
| 1947 | Ночлежка                 | 夜店               | Night Inn                          |          |
| 1947 | 忆江南                   |                    |                                    |          |
| 1948 |                          | 歌女之歌           | Song of Songstress                 |          |
| 1948 | Печали Запретного города | 清宫秘史           | Sorrows of Forbidden City          | Чжэньни  |
| 1948 |                          | 花外流莺           | Orioles Banished from the Flowers  |          |
| 1949 |                          | 莫负青春           | Waste Not Our Youth                |          |
| 1950 |                          | 花街               |                                    |          |
| 1953 |                          | 银海千秋           |                                    |          |
| 1953 | 彩虹曲                   |                    |                                    |          |